# 1258 Sicilia
Sicilia (asteróide 1258) é um asteróide da cintura principal com um diâmetro de 44,47 quilómetros, a 3,0729238 UA. Possui uma excentricidade de 0,0355961 e um período orbital de 2 077,46 dias (5,69 anos).
Sicilia tem uma velocidade orbital média de 16,68577332 km/s e uma inclinação de 7,70057º.
Esse asteróide foi descoberto em 8 de Agosto de 1932 por Karl Reinmuth.